# Андер, Алоиз
Алоиз Андер (нем. Alois Ander; 10 августа 1821, Либице-над-Доубравоу — 11 декабря 1864, Вартенберг, ныне в составе города Карловице, Либерецкий край) — австрийский оперный певец (тенор).

## Биография
Уже мальчиком обращал на себя внимание своим красивым дискантом. В 1845 году был принят в придворную оперную труппу в Вене, где стажировался под руководством Франца Вильда и вскоре дебютировал в принесшей ему значительную популярность партии композитора Страделлы из оперы Фридриха Флотова «Алессандро Страделла». Выступал на венской сцене без малого два десятилетия, гастролировал в различных городах Германии. В 1863 году, когда в Вене планировалась премьера оперы Рихарда Вагнера «Тристан и Изольда», Андер репетировал заглавную мужскую партию, но после более чем семидесяти репетиций был вынужден всё же от неё отказаться, и премьера не состоялась. По легенде, на почве потрясения от вагнеровской музыки Андер потерял голос и сошёл с ума, однако в действительности ещё 4 февраля 1864 года он с успехом исполнил одну из ведущих партий в премьерном исполнении оперы Жака Оффенбаха «Рейнские ундины». Затем, однако, его психическое здоровье в самом деле пошатнулось, он покинул сцену и отправился на водолечение в Вартенберг, где и погиб.